# Salle Gaspar
 (janvier 2019).
La Salle Gaspar était une galerie d’art fondée en 1909 par Joan Gaspar Xalabarder, située sur la Calle Consell de Cent à Barcelone. À l’heure actuelle, vous pouvez voir une plaque commémorative au numéro 323 de cette rue, emplacement des anciens locaux.

## Présentation
La salle est partie d’une boutique de cadres, de verre, de reproductions et de gravures qui, en entrant dans le monde artistique, il s’est spécialisé. Engagée avec les mouvements artistiques avant-gardistes, elle a promu les activités du Club 49 et a exposé de nombreux artistes comme Pablo Picasso, Salvador Dalí, Joan Miró, Antoni Clavé, Antoni Tàpies, Marc Chagall, Georges Braque, Eduardo Chillida, Andreu Alfaro, Alexander Calder et Alexej von Jawlensky.
Elle a aussi contribué à la diffusion nord-américaine de l'art catalan avec de nombreuses expositions des artistes catalans les plus représentatifs.
En 1988, elle reçoit la Creu de Sant Jordi de la généralité de Catalogne.
Après la guerre civile espagnole, la salle a été gérée par son fils et son neveu, Miquel Gaspar Paronella et Joan Gaspar Paronella respectivement. La galerie ferme en 1996 mais la famille poursuit avec plusieurs projets du monde de l’art.
En 1992, Joan Gaspar Farreras, arrière-petit-fils de Joan Gaspar Xalabarder et fils de Joan Gaspar Paronella, a ouvert la galerie Joan Gaspar sur la place Dr. Letamendi - déplacée en 2018 au Conseil de cent 284, en face des anciens locaux de la Sala Gaspar. D’autre part, en 2013, Ana Gaspar et Moishan Gaspar, petite-fille et arrière-petit-fils du fondateur, ont inauguré une nouvelle salle Gaspar, qui est actuellement fermée.